# Purgatorius
Purgatorius – rodzaj kopalnych ssaków łożyskowych o niepewnej pozycji filogenetycznej; jego przedstawiciele osiągali rozmiary małego szczura.
Szacowano, że skamieniałości zębów i szczęk odkryte w Montanie pochodzą z późnej kredy, sprzed ok. 66 mln lat, jednak późniejsze badania wskazują, że pochodzą one z początków paleocenu. Najstarszym przedstawicielem rodzaju jest prawdopodobnie P. coracis.
Tradycyjnie uważany za jednego z najstarszych ssaków naczelnych lub bliskiego krewnego naczelnych (przeważnie plezjadapida). Z analizy kladystycznej Wible’a i współpracowników (2007) wynika jednak, że Purgatorius najprawdopodobniej był bazalnym przedstawicielem łożyskowców sensu lato (Eutheria, tj. kladu siostrzanego do kladu Metatheria obejmującego m.in. torbacze) nienależącym do łożyskowców sensu stricto (Placentalia, tj. grupy koronnej Eutheria); według tej analizy Purgatorius był blisko spokrewniony z rodzajami Oxyprimus i Protungulatum, razem z którymi tworzył klad siostrzany do Placentalia. Wyniki badań przy użyciu testu Wilcoxona dla sumy rang (testu Templetona) wskazały jednak, że nie można też wykluczyć bliskiego pokrewieństwa Purgatorius z naczelnymi i tym samym jego przynależności do Placentalia. Także z analiz kladystycznych przeprowadzonych przez  Archibalda i współpracowników (2011) wynika, że Purgatorius najprawdopodobniej tworzy z rodzajami Oxyprimus i Protungulatum klad w obrębie Eutheria nienależący do Placentalia.
Dotychczas opisano kilka gatunków:
- Purgatorius ceratops Van Valen & Sloan, 1965
- Purgatorius coracis Fox & Scott, 2011
- Purgatorius janisae Van Valen, 1994
- Purgatorius mckeeveri Wilson Mantilla, Chester, Clemens, Moore, Sprain, Hovatter, Mitchell, Mans, Mundil & Renne, 2021
- Purgatorius pinecreeensis Scott, Fox & Redman, 2016
- Purgatorius unio Van Valen & Sloan, 1965